# بول فيدال دو لا بلاش
بول فيدال دو لابلاش (1845 - 1918) (بالفرنسية: Paul Vidal de La Blach)، جغرافي فرنسي كان له تأثير عظيم في تطوير الجغرافيا المعاصرة.
درس فيدال التاريخ والجغرافيا في المدرسة العلية الطبيعية في باريس، ودرَّس فيها من عام 1877 حتى عام 1898 عندما أصبح بروفيسوراً يدّرس مادة الجغرافيا في جامعة السوربون، وبقي يحاضر فيها حتى سنة وفاته عام 1918.
البحوث التي أجرها فيدال عن العلاقات المتبادلة بين الناس وبيئتهم المادية جعلت منه مؤسس الجغرافية البشرية الفرنسية. وقد قال بأن دور البشر في محيطهم ليس سلبيا أو ساكنا فهم يستطيعون أن يغيروا ويحسنوا بيئتهم من أجل تحقيق أهدافهم وغاياتهم الخاصة.
تتلمذ على يده أو على يد تلاميذه أبرز الجغرافيين الفرنسيين في القرنين السابقين، وكان فيدال القوة المحركة وراء سلسلة من الدراسات الإقليمية الهامة التي أجريت حول فرنسا ومناطق أخرى من العالم.
أصدر منذ عام 1891 وحتى تاريخ وفاته دورية سنوية حول الجغرافيا. وفي عام 1950 جمعت أوراق فيدال في كتاب سمي مبادئ الجغرافيا البشرية.

## روابط خارجية
- بول فيدال دو لا بلاش على موقع الموسوعة البريطانية (الإنجليزية)